# Tillmann Schnieders
Tillmann Schnieders (* 25. September 1977 in Hamm) ist ein deutscher Musicaldarsteller und Theaterschauspieler.

## Leben
Tillmann Schnieders wurde am 25. September 1977 in Hamm geboren. Er besuchte das Freiherr-vom-Stein-Gymnasium in Hamm und machte dort sein Abitur. Zugleich war er Schüler der Städtischen Musikschule Hamm. Er beherrscht die Instrumente Violine, Viola und Klavier. 1995 gewann er beim Wettbewerb Jugend musiziert im Fach Viola Solo (Regional) den ersten Preis. 1996 knüpfte er daran mit einem ersten Preis in Quintettbesetzung (Landeswettbewerb NRW) an. 
Der Tenor besuchte 1999 die Folkwang Hochschule Essen und anschließend die Universität der Künste Berlin, wo er 2003 im Studiengang Musical/Show mit Auszeichnungen absolvierte. 
Seitdem ist er regelmäßig in Theater- und Musical-Rollen zu sehen. Hierzu zählen zum Beispiel der Marius in „Les Misérables“, Jack Worthing in „Mein Freund Bunbury“, Tony in der „West Side Story“, der Reagan-Attentäter John Hinckley, Jr. in Stephen Sondheims „Assassins“ und Hero in dessen Musical "Die spinnen, die Römer". Außerdem Simon Zelotes in "Jesus Christ Superstar" von Andrew Lloyd Webber oder Rocky in der "Richard O'Brien's The Rocky Horror Show".
Tillmann Schnieders arbeitete am Theater des Westens, dem Admiralspalast und der Neuköllner Oper in Berlin, am Wiener Renaissancetheater und am Deutschen Theater in München.
Seit 2011 ist Tillmann Schnieders festes Ensemblemitglied am Theater Hagen. Hier unterstützt er außerdem das Team der Abteilung Marketing und Kommunikation.